# Heinz Kloss
Heinz Kloss (Halle an der Saale, 30 d'octubre de 1904 - Groß-Gerau, Hessen, 13 de juny de 1987) fou un lingüista alemany conegut sobretot per la seva recerca sobre minories lingüístiques i, particularment, per la creació dels conceptes Ausbau-, Abstand- i Dachsprache molt utilitzats en sociolingüística.
Kloss va estudiar dret i economia a les Universitats de Halle i Berlín i es va diplomar el 1926. De 1927 fins a la fi de la Segona Guerra Mundial (1945) va treballar al "Deutsches Ausland-Institut" (DAI; Institut de l'alemany de l'estranger) a Stuttgart. El 1929 es va doctorar a la Universitat d'Innsbruck amb una tesi intitulada Fremdsprachige Einwanderung in das französische Sprachgebiet Frankreichs vor dem Weltkrieg ("Immigració de llengua estrangera en el domini lingüístic francès de França abans de la Primera Guerra Mundial"). A principis de 1943 va ser reclutat per al servei militar i va actuar com a sanitari i intèrpret a les França i Itàlia ocupades.
En l'època nazi Kloss fou un dels ideòlegs de la ideologia Blut und Boden (Sang i Terra). Va escriure el 1940 un pamflet intitulat Brüder vor den Toren des Reiches. Vom volksdeutschen Schicksal ("Germans a les portes de l'imperi. Del destí del poble alemany"); també va escriure el llibre Statistics, Media, and Organizations of Jewry in the United States and Canada ("Estadístiques, organitzacions i premsa dels jueus als Estats Units i Canadà", 1944) amb la seva ajudant Katharina Reimann. Un exemplar d'aquest llibre formava part de la biblioteca personal de Hitler i va ser adquirit i digitalitzat per la Biblioteca i Arxius de Canadà., Amb Reimann encara va escriure Von Auftrag und Ordnung der Völker ("Dels deures i ordre dels pobles"), que restà inèdit.
Després de la guerra va ser empleat per les forces americanes com a educador a Stuttgart. El 1952 va fundar una primera associació de pares d'alumnes, que acabaria convertint-se en el "Bundeselternrat". També va fer viatges als Estats Units per estudiar l'ensenyament de llengües estrangeres.
El 1953, en reobrir-se el "Institut für Auslandsbeziehungen" ("Institut de les relacions amb l'estranger"), hi va ocupar un lloc fins a ser-ne cap de departament el 1959. De 1959 a 1970 va ser director del "Forschungsstelle für Sprachen- und Nationalitätenfragen" de Kiel (després a Marburg-an-der-Lahn). A partir de 1971, aquest centre de recerca es va incorporar com a "Arbeitsstelle für Fragen der Mehrsprachigkeit" ("Grup d'estudi sobre els problemes del multilingüisme") a l'"Institut für Deutsche Sprache" (Institut de la Llengua Alemanya) i hi romangué actiu fins a 1976.
Morí als 82 anys d'un càncer de colon.

## Publicacions
- (1929). Nebensprachen: eine sprachpolitische Studie über die Beziehungen eng Verwandter Sprachgemeinschaften. Wilhelm Braumüller, Universitäts-Verlagsbuchhandlung.
- (1940–1942). Das Volksgruppenrecht in den Vereinigten Staaten von Amerika. Essener Verlagsanstalt. (2 vol.)
- (1967). "Abstand languages and Ausbau languages". Anthropological Linguistics 9. pp. 29–41. doi:10.1515/9783110860252.278. ISBN 9783110860252.
- (1969) Grundfragen der Ethnopolitik im 20. Jahrhundert: Die Sprachgemeinschaften zwischen Recht und Gewalt. Wien, Braumüller.
- (1976). "Abstandsprachen und Ausbausprachen". In Göschel, Joachim; Nail, Norbert; van der Elst, Gaston. Zur Theorie des Dialekts: Aufsätze aus 100 Jahren Forschung. Zeitschrift fur Dialektologie and Linguistik, Beihefte, n.F., Heft 16. Wiesbaden: F. Steiner. pp. 301–322. ISBN 978-3-515-02305-4.
- (1977). The American Bilingual Tradition. Newberry House. ISBN 978-0-912066-06-6.